# دينغ جينهوي
دينغ جينهوي (بالصينية: 丁锦辉) مواليد 27 أكتوبر 1990 في ليشوي، تشيجيانغ، الصين، هو لاعب كرة سلة صيني. بدأ مسيرته الاحترافية في سنة 2006. يلعب في الرابطة الصينية لكرة السلة. يحمل الرقم 4. يبلغ طوله 6 قدم 8 بوصة (2.0 م). مثّل منتخب بلاده. شارك في دورة الألعاب الأولمبية الصيفية سنة 2012. حقق المركز الأول في بطولة أمم آسيا لكرة السلة 2011.

## الميداليات
| الميدالية | المسابقة                       |
| --------- | ------------------------------ |
| ذهبية     | بطولة أمم آسيا لكرة السلة 2011 |
| ذهبية     | دورة الألعاب الآسيوية 2010     |

## روابط خارجية
- دينغ جينهوي على موقع الاتحاد الدولي لكرة السلة (الإنجليزية)
- دينغ جينهوي على موقع كرة السلة الأوروبية.كوم (الإنجليزية)
- دينغ جينهوي على موقع ريلجم (الإنجليزية)
- دينغ جينهوي على موقع بروبوليرز (الإنجليزية)
- دينغ جينهوي على موقع سبورتس رفرنس (الإنجليزية)
- دينغ جينهوي على موقع أوليمبيديا (الإنجليزية)